# Euproctis lactea
Euproctis lactea är en fjärilsart som beskrevs av Moore 1878. Euproctis lactea ingår i släktet Euproctis och familjen tofsspinnare. Inga underarter finns listade i Catalogue of Life.